# 昭和水滸伝
『昭和水滸伝』（しょうわすいこでん）は、1973年に『週刊大衆』（双葉社）に連載された、藤原審爾による日本の小説。
昭和初期の日本を舞台に、一度は世間の噂に殺されて道を外れた男たちが「剣聖」石川義信の下に集まり正義のために命を懸ける姿を描く。著者の仁侠・武芸ものの代表作で、登場人物たちが主人公の石川道場に集まって活躍するという構成が『水滸伝』を擬している。1974年に双葉社より上中下の3巻が刊行され、1981年に角川文庫に収録された。「本の雑誌」文庫ランキング15位（1991年）。

## あらすじ

### 無名流石川道場之章
米騒動に揺れる日本。六高で子供たちに剣を教える石川義信は友人の窮地を救う代償に、教職を失い娘の雪乃と岡山を離れる。各地を流れる石川親子だが、神戸の「やくざ」である山岡は義信の器量の大なるを知り、師の礼を持って遇する。三年の間、神戸で閑居の日々を過ごした義信が倉敷に建立される道場の主に推挙される。一度は断わるも青少年を教導するという天命を悟り、石川道場に己の人生を託すと決意する。

### 雲龍の政次郎之章
雲竜の政次郎は追っ手から逃れて電車から飛び降り、瀕死のところを通りかかった雪乃に助けられて、石川道場に居候する。義信に私淑し、次第に道場や地元の衆の信頼を得るようになり堅気の生活を望むようになるが、自分がいることで道場に迷惑がかかることも恐れる。そこへ、紡績工場で各地から女工を集めて過酷な条件で働かせ、逃げようとした者は売られてしまうという悪事が行われていることが明らかになる。仕事を引き受けていた地元の山本一家では、シマ争いも絡んで政次郎が邪魔になるが、日下組の銀蔵や政次郎らの活躍で解決する。大阪の立花金助は中国地方で柴山サーカスを興行して儲けを企み、倉敷へ乗り込んでくる。政次郎は自ら死地に赴くが、この修羅場を神戸の山岡が仲裁して、全国の親分衆の前で手打ちがされる。政次郎は、心中では自らの死ぬまでの道が定まったことに煩悶しつつ、義信を守ることを決心する。

### 風虎の止三郎之章
政次郎の弟の止三郎が網走から出てきて、大阪へ戻る。金助はふたたび柴山サーカス興行を目論み、手打ちを反故にして再び政次郎らを襲わせる。止三郎もその絵に巻き込まれるが、日下に拾われてしばらく高松で暮らすことになる。四国では、柴山がサーカス興行を巡って日下に刺客を送り込んでおり、解決のために柴山のところへ行く銀蔵に止三郎もついて行くことになる。その頃満州進出を図る日本企業は、反日勢力などで現地の治安が悪いために軍に対策を求めたが、軍は表立ったことができないために、あぶれ者を集めた自警組織を作ろうと日下に人集めを依頼する。日下の大親分はそれを筋が違うと言って断るが、三代目は乗り気になって、二人は対立することになる。銀蔵の身を心配した政次郎も四国に渡る。

### 石川二十七人衆之章
関西方面のあちこちで鉤手と呼ばれる強盗団が暴れ回っていた。政次郎と雪乃は米子へ出かけた帰り道、その一味と間違われた縁で、被害者達から石川道場に手助けを頼まれる。義信は自らが門弟を連れて、鉤手の本拠地名古屋に出向くことにするが、鉤手一味も義信達の来ることを察知して迎え討つ。心配して駆けつけた政次郎も加わり、名古屋の警察とも協力していよいよ鉤手の本拠へ踏み込んで、大立ち回りとなる。鉤手を親の仇とするお千は義信と同行するうちに、いつしか心引かれるようになっていく。

### 甲斐槍術之章
義信は県知事の上田から、児島湾埋め立て工事の監督を頼まれる。やくざや荒っぽい土建業者が入り乱れて困難が予想される事業だが、世のためになることであり、また屑どもに奉仕の仕事をやらせる意義を見いだして義信は引き受け、地元の人夫の他に囚人を使って工事をすることにする。名古屋の棒術の名手で左官の経験のある宮脇を呼び寄せて現場の管理を依頼し、工事は着々と進んでいく。しかし工事現場の周りでは地元の土建業者の相川組が仕事を横取りしようと、いやがらせを仕掛けて来るようになる。とうとう甲斐の槍術使いの玄心らの一味が道場の者の宿所に押し寄せて来る。

### 剣聖への道
児島湾埋め立てには、いよいよ囚人達100人が送り込まれて来る。道場の者達はその監督に手腕を振るうが、脱獄を企てる者も現れる。脱獄囚は宮脇のかつての妻がいる俵屋を襲い、船で逃げるが、小豆島にいるところを銀蔵に押さえられる。やがて出来かけた堤防を爆破されるという事件が起きるが、相川組の息のかかった警察は動かない。続いて技師の岩崎が誘拐され、前原一刀は単身相川組に乗り込んで行く。銀蔵は四国から人夫の手配などをして、自らも政次郎を助けに赴くが、義信に迷惑はかけまいと手出しは控える。義信は幾多の困難を抱えながら、国家100年の事業のためには自らの命を投げ出すことも覚悟する。

## 登場人物

### 石川道場
石川義信
道場の師範。剣道の実力は近衛師団の師範に推挙されたほどで、日本一とも言われる。正義漢で、「悪の栄えた例はない」と真面目に考えている。
前原一刀
師範代でみんなの兄貴分。関東一円に鳴り響いた剣士だったが、真っ直ぐな性格のため立身の道を失い、米問屋の用心棒にまで堕ちるが、義信の謦咳に触れて情熱を取り戻す。やがて倉敷の大地主に道場を贈ると言われるが道場主に義信を推して自らは師範代となる。乱戦には鬼神の如く強い。新門えんとは恋仲だったが結ばれず、のちに「お紺」と結婚する。
中川政次郎（雲龍の政次郎）
卅前ばかりだが我慢のきいた「涼しい男」。雲をつき抜け空へ昇る龍の図柄の刺青を入れている。その見事さは怪我の治療に当った赤木医師が「この刺青を殺すのは忍びない」と唸ったほど。短刀の遣い手として右に出る者はいないが道場で下男をしながら義信の教導を受けることに人生の喜びを見出す。弟に網走で服役している止三郎がいる。
中川止三郎（風虎の止三郎）
政次郎の弟。兄と並んで雲竜風虎と称せられる遣い手。網走に服役していたが、出所して親分の金助から倉敷へ行かされ、そこで日下に連れられて高松に渡る。
石川雪乃
義信の娘。父親似のまっすぐな性格。怪我をした政次郎を道場へ連れてくる。
木更津の伸三郎
新門一家の若い衆だった。短刀の遣い手としては、政次郎、止三郎と並ぶとされるが、義信と出会い足を洗って倉敷で小料理屋を開く。
忠七
大男で馬鹿力の持主。山岡組の若い衆だったが、渡世人には向かないと言われて道場の手伝いにやられる。小石などの礫(つぶて)を使う。子供好き。
井田宗次郎（夜烏の法宗）
山岡組の若い衆だったが、弁護士の書生をしていたことがあり頭が切れて弁舌さわやかな好男子。「やくざ」に見えないと「夜烏」(よがらす)と呼ばれていた。足を洗って石川道場で会計役を務める。
中瀬半伍
警官だったが、法の網をくぐる悪党を捕まえずに弱い人間をいじめる仕事に耐え切れず道場の門下生になる。県下でも屈指の実力者。
久米太
水島灘の漁師の息子。丸顔の愛嬌のいい男だが筋骨逞しい暴れん坊。政次郎を兄と慕う。
岡部城吉
沖縄から、紡績工場で働いている姉を探しに来た青年。子供の頃から唐手を仕込まれている。山本一家とぶつかるが、政次郎はじめ石川道場の面々に助けられる。
有本富介（塩飽の富）
尾道の漁師の倅で、寝島の五六蔵の下っ端。飲み屋で働いているお路に惚れていたが、お路を一刀に助けられ、道場に押しかけて弟子になる。塩飽の海賊の子孫。
有吉俊介
岡山の土建屋の息子。根性を直すために、備前屋の紹介で親に連れられてきて道場に預けられる。
伊織
伊賀の末流の若者。
流山の銀次
松江で顔の傷と片手が無いために鉤手と間違われたところを、政次郎に助けられる。
遠井一人、二人、三人
浜田の回船問屋遠井屋の三兄弟。父を鉤手に殺されて、仇討ちを狙う。
東田町龍人
岡山の酒屋銀泉の若旦那で、居合いの達人。石川道場に立ち会いを望んで来る。
新一（縄小僧）
親を鉤手に殺されて仇を討とうとするところを、間違えて義信の名古屋の宿所に忍び込む。分銅を付けた縄を遣う。
隆信
銀蔵から、やくざにはもったいない男だと道場に送り込まれてきた。元鉄工所務め。
篠村紺
悪党に狙われていたときに銀蔵と一刀に助けられ、倉敷に来て道場を手伝うようになる。後に一刀と結ばれる。
備前屋（良太郎）
岡山の旅館備前屋の亭主。正義漢で、米価が上がり出してから、幼馴染みの米問屋から米を安値で買い込んで貧乏な者に安く売っている。義信はかつて備前屋に泊まった縁で家を借りている。
永三郎（七福）
名古屋の旅館七幅の亭主。備前屋の妻おくみの弟。岡山にいられなくなった義信を世話するが、名古屋で米騒動が起きた時に、巻き込まれた義父の喜造を義信に助けられる。
新門えん
浅草の新門一家の娘。神田の道場にいた一刀を追って家を飛び出す。名古屋のビヤホールで働いている時、米騒動の乱闘で義信と顔見知りになる。
奥村千
大阪の古流の武道家奥村養心の娘。鉤手の一味に殺された父の仇を討とうと、石川道場に身を寄せる。
宮脇忠義
棒術の遣い手で、名古屋の築港工事の左官をしていたが、児島湾埋め立て事業の手伝いを義信に頼まれる。
榛名畯
棒術で著名な伊勢の榛名三郎兵衛の三男で、宮脇の弟子。名古屋で車夫をしているところを義信に出会う。
本庄松太
酒津の絵師の息子。奉公先で暴れて捕まり、母のおろくが義信に頼んで道場で引き取るが、たびたび厄介ごとを引き起こす。
ゴリ造
糞力の持主の大男。相川組に借金をして潰された東馬兵庫の家で育てられていた。東馬の仇を討とうとして暴れているところを、石川道場で引き取る。
岩崎
県の設計技師。埋め立て工事の設計をするが、相川組に脅される。
お駒
宮脇のかつての妻で、今は興除村の旅館俵屋の文蔵の女房。
佐藤英介
六高の前の井筒食堂の息子で設計技師。東京湾の埋め立ての仕事をしていたが帰郷している。
赤城
石川道場かかりつけの医師。

### 四国・神戸・その他
銀蔵（四八の銀蔵）
日下一家の金看板。知恵と力を兼ね備えているが「やくざ」の分限を弁えた渋い男。何処で死地に至ろうとも躊躇しない鉄のような根性の持ち主。惚れた女と不幸な別れ方をしたため家庭を持たなかったが「お紺」の親代わりとなる。やくざの因縁に付きまとわれる政次郎に運命を受け入れる生き方を説く。
日下欣五郎
四国から山陽にかけて常盆の数は卅、一声かければ五千人と言われる、サーカスの興行もしている日下組の大親分で、隠居の身となっている。政次郎の生き方に惚れているが手は出さずに見守っている。
日下の三代目
欣五郎の跡目となって三代目を継いだ。軍からの要請で満州に送る人集めに乗り気で、欣五郎と対立する。
仙九郎
日下の用心棒。悲惨な子供時代に欣五郎に拾われサーカスへ入るが、暗い影が残り人気は出なかった。孤独から救ってくれた欣五郎を神様のように慕っており、欣五郎の死後は政次郎に預けられる。寡黙だがカンが鋭く、四肢を武器として、素手で胴に穴をあけることが出来る。
山岡鉄之助
神戸の山岡組組長。妻のお蝶は名古屋の七幅の娘。巨漢で頭が切れるが情に厚く義信に師事している。政次郎を救いたい「お嬢 (雪乃)」の懇願により金助を押さえ込んで手打ちを挙行する。
山本
倉敷の親分。女房は日下欣五郎の姪だったが殺されてしまい、おさよを迎える。紡績工場の女工達が逃げないよう見張りの仕事を受けている。
不知火の瀧蔵
弟の鬼三、三五郎とともに寝島の五六造の用心棒をしていたが、一刀に懲らしめられて仕返しを狙う。
立花金助
大阪の立花一家の四代目。第一次世界大戦後の不況の中で金を稼いでのしあがった。神田の田町文蔵の弟分で、政次郎を文蔵から預かっていた。
川上
立花金助の代貸し。政次郎に片腕を切られて恨みを持っている。
御主殿の秀
川上の兄弟分で腕が立つ。政次郎をつけ狙っているところを、おさよに利用される。
斎田泉水
剣術と唐手の名人と言われる鹿児島の武術家。金に困り金助から用心棒に雇われる。
柴山
サーカスの興行を西日本でもやりたいと考え、立花金助に準備を依頼する。
浜村大佐
高松の連隊長。満州進出のために、現地の治安のためのあぶれ者どもを送り込む計画を立て、日下に人集めを依頼する。
おさよ
日の丸サーカスという小さなサーカスの娘だったが、父の死が日下のせいと思い怨みを持っている。
お遊
欣五郎が手許に置いている女。歳が40も違う。
鉤手
関西一帯を荒し回る強盗団の頭目。その手口は残忍無比。
相川
児島湾の工事を相川組で奪おうと策謀をめぐらす。県会議員で、父は衆議院議員。
玄心、鉄心、岩心、鬼心
甲斐玄心流槍術の遣い手。甲斐の本院改装費用のために、金になるならあくどいこともする。相川に雇われている。
お豊、おとみ、千代
三人姉妹で岡山で小料理屋をしている。児島湾埋め立て工事のある興除村近くの出身。
島五郎、頑鉄、新八郎、相撲辰、磯松、久三
児島湾の現場に送り込まれた囚人達。監視役の松太を抱き込んで脱獄を企てる。頑鉄はかつてお紺を追って銀蔵に痛い目に遭わされたことがある。
日久造
囚人達の新入り。島五郎に入れ知恵をするなど、現場の連中をけしかけて騒ぎを起こそうと画策する。
ハッパの市三
相川組の手下。ダイナマイト使い。
甲子島休雪
二刀流を使う剣術家。策略家として知られ、相川組に雇われる。かつて宮脇と戦ったことがある。